# Anna Woodvillová
Anna Woodvillová, vikomtesa z Bourchier (anglicky Anne Woodville, Viscountess Bourchier, 1438 – 30. červenec 1489) byla anglická šlechtična, mladší sestra královny Alžběta Woodvillové, které sloužila jako dvorní dáma. Anna se dvakrát vdala, poprvé za Viléma Bourchiera, vikomta z Bourchier, a podruhé za Jiřího Greye, 2. hraběte z Kentu. Byla babičkou vyděděné cizoložnice Anny z Bourchieru, a byla pramáti Roberta Devereux, 2. hraběte z Essexu.

## Rodina
Anna se narodila okolo roku 1438 v Grafton Regis v Northamptonshire jako druhá dcera, a jedno ze čtrnácti dětí Richarda Woodvilla a Jacquetty Lucemburské. Její starší sestra Alžběta se provdala za Eduarda IV. a stala se anglickou královnou.
Anninými prarodiči z otcovy strany byli sir Richard Wydevill a Johana Bedlisgate, a z matčiny strany Petr I. Lucemburský a Markéta z Baux.
V roce 1466, dva roky po Alžbětinu tajném sňatku s králem Eduardem, a rok po její korunovaci, se Anna stala jednou z dvorních dam královny Alžběty, za což dostávala čtyřicet liber ročně.

## Manželství a potomci
Někdy před 15. srpnem 1467, se Anna provdala za Viléma Bourchiera, vikomta z Bourchier, syna a dědice Jindřicha Bourchiera, 1. hraběte z Essexu, a Isabely z Cambridge.
Annin sňatek byl jen jedním z mnoha výhodných sňatků, které pro své četné sourozence zařídila královna Alžběta, aby své rodině přinesla moc, prestiž a bohatství. Touto ambiciózní politikou si králova manželka znepřátelila starou šlechtu. Jedním z nejmocnějších nepřátel Woodvillů byl Richard Neville, 16. hrabě z Warwicku, bývalý podporovatel Yorků, který se po sňatku Eduarda s Alžbětou přidal na stranu Lancasterů. V roce 1469, Warwick nařídil popravu Annina otce, hraběte z Rivers, a jejího bratra, Jana. Oba byli zajati, když Warwick porazil královu armádu v bitvě u Edgecote Moor.
Vilém a Anna získali pozemky v hodnotě sto liber ročně. Anna byla krátce majitelkou panství Nether Hall a Over Hall v hrabství Suffolk. Tato panství předtím patřila Jamesi Butlerovi, 5. hraběti z Ormondu, horlivému stoupenci a oblíbenci královny Markéty z Anjou. James byl sťat v roce 1461 po drtivé porážce Lancasterů v bitvě u Towtonu, jeho majetek následně propadl vítěznému Yorskému králi, Eduardovi IV.
Anna měla s Vilémem tři děti:
- Jindřich Bourchier
- Cecílie
- Isabela

Vilém zemřel 26. června 1480. Krátce poté, se Anna provdala za Jiřího Greye, syna a dědice Edmunda Greye, 1. hraběte z Kentu. Jiří se stal hrabětem z Kentu až v roce 1490, takže Anna nikdy hraběnkou z Kentu nebyla, protože zemřela již v roce 1489.
Z tohoto manželství měla jednoho syna:
- Richard Grey

## Pád Woodvillů
V roce 1483, rodinné bohatství Woodvillů, vzalo konec se smrtí krále Eduarda v dubnu 1483. Annina sestra, Alžběta, se jako matka nového mladého krále Eduarda V. stala královnou matkou, nicméně v červnu 1483 bylo její manželství se zesnulým prohlášeno za neplatné, protože Eduard se předtím zasnoubil s Eleonorou Talbotovou.

## Smrt
Anna zemřela 30. července 1489.